# 이당류

대표적인 이당류인 수크로스의 구조.

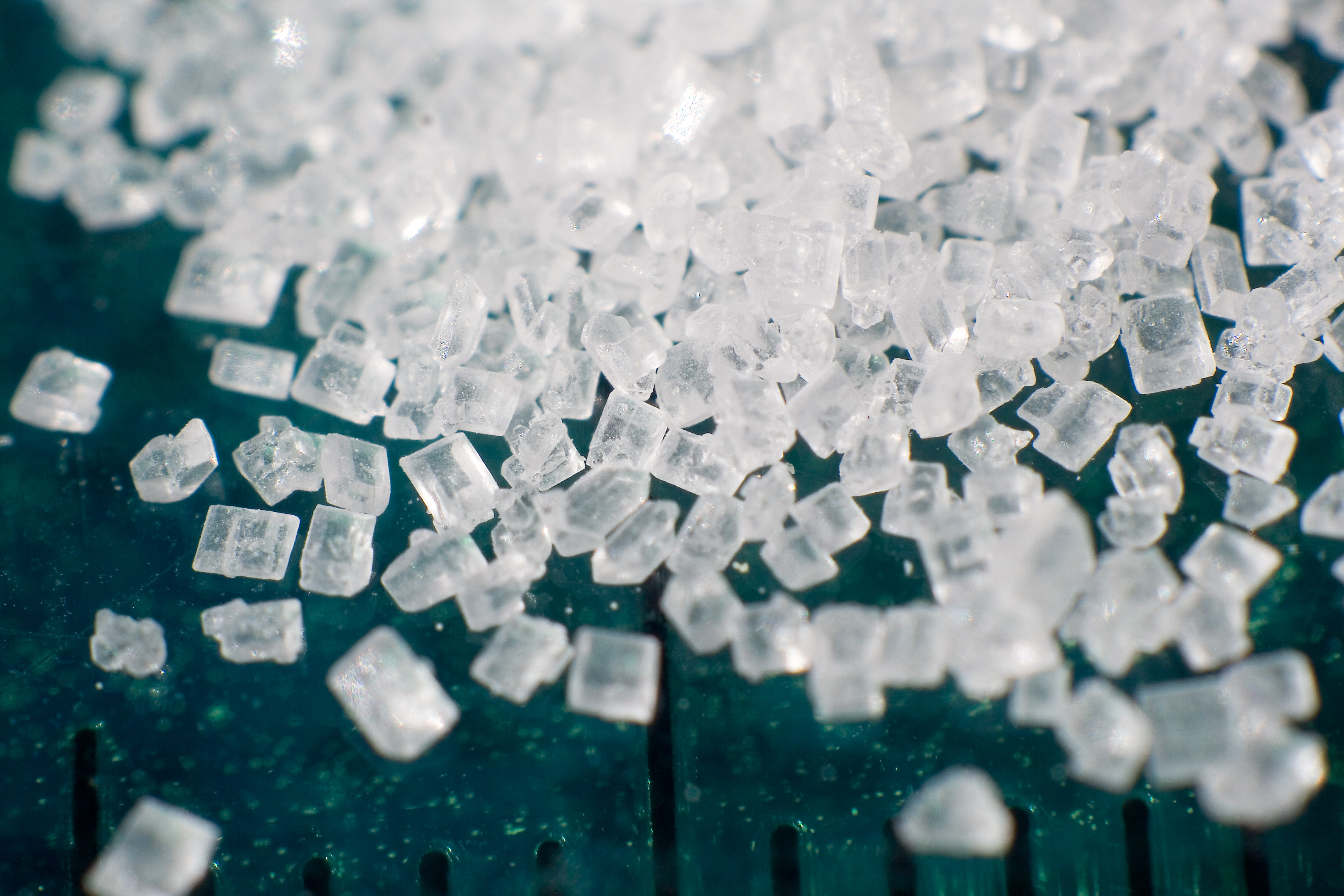
수크로스의 결정.

이당류(二糖類, 영어: disaccharide)는 두 개의 단당류가 글리코사이드 결합으로 연결될 때 형성되는 당이다. 단당류와 마찬가지로 이당류는 물에 용해된다. 대표적인 이당류의 종류에는 수크로스(설탕), 젖당, 엿당 등이 있다.
이당류는 탄수화물(단당류, 이당류, 다당류)의 3가지 화학적 분류군 중 하나이다. 가장 일반적인 이당류인 수크로스(설탕), 젖당, 엿당은 탄소 원자가 12개이며, 화학식이 C12H22O11이다. 이러한 이당류들의 차이는 분자 내 원자들의 배열이 다르기 때문이다.
분자 두 개의 단당류들을 이당류로 결합시키는 것은 축합 반응에 의해 일어나는데, 이는 작용기들로부터 물 분자가 떨어져 나가는 것을 포함한다. 이당류를 두 분자의 단당류로 분해하는 것은 이당류분해효소로 불리는 효소에 의해 가수분해됨으로써 이루어진다. 더 큰 분자로 중합되면 물 분자가 빠져 나오고, 분해되려면 물 분자가 소모된다. 이러한 반응들은 물질대사에 있어 매우 중요하다. 각각의 이당류는 이당류분해효소(수크레이스, 락테이스, 말테이스)의 도움을 받아 분해된다.

## 분류
이당류에는 두 가지 기능적으로 다른 종류가 있다.
- 환원성 이당류는 두 개의 환원당 중 하나의 단당류가 환원성 알데하이드로 작용할 수 있는 유리 헤미아세탈 단위를 갖는다. 셀로비오스와 엿당은 하나의 헤미아세탈 단위를 가지는 환원성 이당류의 예이며, 다른 하나의 헤미아세탈 단위는 글리코사이드 결합에 참여하여 환원제로 작용하지 않는다.
- 비환원성 이당류는 두 단당류의 아노머 탄소끼리 아세탈을 형성하는 결합을 통해 생성된다. 이렇게 아노머 탄소끼리 결합에 참여하면 환원제로서 기능할 수 있는 헤미아세탈을 가질 수 없다. 수크로스와 트레할로스는 비환원성 이당류의 예로 두 단당류의 헤미아세탈 탄소 원자 사이에 글리코사이드 결합이 존재한다. 환원당과 비교하여 비환원당의 환원된 화학 반응성은 저장에서 안정성이 중요한 경우에 이점이 될 수 있다.[3][4]

## 형성
단당류 2분자로부터 이당류 1분자의 형성은 하나의 분자로부터 하이드록실 라디칼 및 다른 분자에서 양성자를 치환함으로써 진행되며, 두 단당류를 서로 결합시킨다. 하이드록실 라디칼과 양성자의 결합으로 물 분자가 형성되고, 형성된 물 분자는 자유롭게 떨어져 나간다. 생성물을 만들면서 물 분자가 빠져나가기 때문에 이러한 과정을 "탈수 반응"(또는 "축합 반응")이라고 한다. 예를 들어, 젖당은 포도당과 갈락토스가 축합되어 만들어진 이당류이고, 사탕수수와 사탕무에 함유된 수크로스는 포도당과 과당이 축합되어 만들어진 이당류이다. 엿당은 2분자의 포도당이 축합되어 생성된다.
단당류를 이당류에 결합(또한 단당류를 보다 복잡한 다당류에 결합)시키는 탈수 반응으로 글리코사이드 결합이 형성된다.

## 특성
글리코사이드 결합은 구성되는 단당류의 임의의 하이드록시기 사이에서 형성될 수 있다. 따라서 구성되는 두 당들(예를 들어 포도당)이 동일하더라도 상이한 결합 조합(위치화학) 및 입체화학(α- 또는 β-)은 상이한 화학적 특성 과 물리적 특성을 갖는 부분입체 이성질체인 이당류들을 형성하게 된다.
구성되는 단당류에 따라 이당류는 때로는 결정성이며, 때로는 수용성이며, 때로는 단맛을 내고 끈적거리는 느낌을 갖게 한다.

## 동화
소화는 단당류로 분해되는 것이 포함된다.

## 종류
일반적인 이당류들은 다음과 같다.
| 이당류                | 단위체 1   | 단위체 2   | 결합    |
| --------------------- | ---------- | ---------- | ------- |
| 수크로스 (설탕, 자당) | 포도당     | 과당       | α(1→2)β |
| 락툴로스              | 갈락토스   | 과당       | β(1→4)  |
| 락토스 (젖당, 유당)   | 갈락토스   | 포도당     | β(1→4)  |
| 말토스 (엿당, 맥아당) | 포도당     | 포도당     | α(1→4)  |
| 트레할로스            | 포도당     | 포도당     | α(1→1)α |
| 셀로비오스            | 포도당     | 포도당     | β(1→4)  |
| 키토비오스            | 글루코사민 | 글루코사민 | β(1→4)  |

엿당, 셀로비오스, 키토비오스는 각각 다당류인 녹말, 셀룰로스, 키틴의 가수분해 생성물이다.
보다 덜 일반적인 이당류들은 다음과 같다.
| 이당류         | 단위체들         | 결합                                 |
| -------------- | ---------------- | ------------------------------------ |
| 코지비오스     | 포도당, 포도당   | α(1→2)                               |
| 니게로스       | 포도당, 포도당   | α(1→3)                               |
| 아이소말토스   | 포도당, 포도당   | α(1→6)                               |
| β,β-트레할로스 | 포도당, 포도당   | β(1→1)β                              |
| α,β-트레할로스 | 포도당, 포도당   | α(1→1)β                              |
| 소포로스       | 포도당, 포도당   | β(1→2)                               |
| 라미나리비오스 | 포도당, 포도당   | β(1→3)                               |
| 겐티오비오스   | 포도당, 포도당   | β(1→6)                               |
| 투라노스       | 포도당, 과당     | α(1→3)                               |
| 말툴로스       | 포도당, 과당     | α(1→4)                               |
| 아이소말툴로스 | 포도당, 과당     | α(1→6)                               |
| 겐티오비울로스 | 포도당, 과당     | β(1→6)                               |
| 만노비오스     | 만노스, 만노스   | α(1→2), α(1→3), α(1→4) 이거나 α(1→6) |
| 멜리비오스     | 갈락토스, 포도당 | α(1→6)                               |
| 멜리비울로스   | 갈락토스, 과당   | α(1→6)                               |
| 루티노스       | 람노스, 포도당   | α(1→6)                               |
| 루티눌로스     | 람노스, 과당     | β(1→6)                               |
| 자일로비오스   | 자일로스         | β(1→4)                               |